# Collegio plurinominale Emilia-Romagna - 01 (Camera dei deputati 2017)
Il collegio elettorale plurinominale Emilia-Romagna - 01 è stato un collegio elettorale plurinominale della Repubblica Italiana per l'elezione della Camera tra il 2017 ed il 2022.

## Territorio
Come previsto dalla legge elettorale italiana del 2017, il collegio era stato definito tramite decreto legislativo all'interno della circoscrizione Emilia-Romagna.
Il collegio comprendeva la zona definita dai quattro collegi uninominali Emilia-Romagna - 02 (Cesena), Emilia-Romagna - 03 (Ravenna), Emilia-Romagna - 15 (Rimini) e Emilia-Romagna - 16 (Forlì).

## Dati elettorali

### XVIII legislatura
Come previsto dalla legge elettorale, 386 deputati erano eletti in 63 collegi plurinominali con ripartizione proporzionale a livello nazionale tra le coalizioni e le singole liste che avessero superato la soglia di sbarramento stabilita.
Nel collegio venivano eletti 10 deputati.
| Liste          | Liste                                       | Proporzionale | Proporzionale | Proporzionale | Maggioritario | Maggioritario | Maggioritario |  |
| Liste          | Liste                                       | Voti          | %             | Seggi         | Voti          | %             | Seggi         |  |
| -------------- | ------------------------------------------- | ------------- | ------------- | ------------- | ------------- | ------------- | ------------- |  |
|                | Lega                                        | 121 014       | 18,63         | 1             | 210 763       | 32,45         | 2             |  |
|                | Forza Italia                                | 64 888        | 9,99          | 1             | 210 763       | 32,45         | 2             |  |
|                | Fratelli d'Italia                           | 20 003        | 3,08          | –             | 210 763       | 32,45         | 2             |  |
|                | Noi con l'Italia – UDC                      | 4 858         | 0,75          | –             | 210 763       | 32,45         | 2             |  |
|                | Partito Democratico                         | 169 015       | 26,02         | 2             | 192 815       | 29,69         | 2             |  |
|                | +Europa                                     | 16 611        | 2,56          | –             | 192 815       | 29,69         | 2             |  |
|                | Italia Europa Insieme                       | 3 830         | 0,59          | –             | 192 815       | 29,69         | 2             |  |
|                | Civica Popolare                             | 3 359         | 0,52          | –             | 192 815       | 29,69         | 2             |  |
|                | Movimento 5 Stelle                          | 192 366       | 29,62         | 2             | 192 366       | 29,62         | –             |  |
|                | Liberi e Uguali                             | 23 894        | 3,68          | –             | 23 894        | 3,68          | –             |  |
|                | Il Popolo della Famiglia                    | 6 178         | 0,95          | –             | 6 178         | 0,95          | –             |  |
|                | Partito Comunista                           | 5 675         | 0,87          | –             | 5 675         | 0,87          | –             |  |
|                | Potere al Popolo!                           | 5 571         | 0,86          | –             | 5 571         | 0,86          | –             |  |
|                | CasaPound                                   | 4 044         | 0,62          | –             | 4 044         | 0,62          | –             |  |
|                | Partito Repubblicano Italiano – ALA         | 3 765         | 0,58          | –             | 3 765         | 0,58          | –             |  |
|                | Italia agli Italiani (FN - MSFT)            | 3 346         | 0,52          | –             | 3 346         | 0,52          | –             |  |
|                | Per una Sinistra Rivoluzionaria (PCL - SCR) | 1 017         | 0,16          | –             | 1 017         | 0,16          | –             |  |
| Totale         | Totale                                      | 649 434       | 100           | 6             | 649 434       | 100           | 4             |  |
|                |                                             |               |               |               |               |               |               |  |
| Schede bianche | Schede bianche                              | 5 329         | 0,80          |               |               |               |               |  |
| Schede nulle   | Schede nulle                                | 10 501        | 1,58          |               |               |               |               |  |
| Votanti        | Votanti                                     | 665 264       | 78,31         |               |               |               |               |  |
| Elettori       | Elettori                                    | 849 536       |               |               |               |               |               |  |

## Eletti

### Eletti nei collegi uninominali
Eletti nella coalizione di centro-destra (Lega - FI - FdI - NcI-UdC)
     Eletti nella coalizione di centro-sinistra (PD - +EUR - Insieme - CP)
| Collegio uninominale | Eletto | Eletto          | Partito |
| -------------------- | ------ | --------------- | ------- |
| 2. Cesena            |        | Simona Vietina  | FI      |
| 3. Ravenna           |        | Alberto Pagani  | PD      |
| 15. Rimini           |        | Elena Raffaelli | Lega    |
| 16. Forlì            |        | Marco Di Maio   | PD      |

1. ↑  In data 27.05.2021 aderisce al gruppo Coraggio Italia; in data 16.06.2022 al gruppo misto, non iscritti; in data 28.06.2022 alla componente «Vinciamo Italia-Italia al Centro con Toti».
2. ↑  In data 19.09.2019 aderisce al gruppo Italia Viva - Italia C'è.

### Eletti nella quota proporzionale
| Movimento 5 Stelle                 | Partito Democratico              | Lega           | Forza Italia     |
| ---------------------------------- | -------------------------------- | -------------- | ---------------- |
|                                    |                                  |                |                  |
| Giulia Sarti Carlo Ugo De Girolamo | Dario Franceschini Giuditta Pini | Jacopo Morrone | Galeazzo Bignami |

1. ↑  In data 10.12.2020 aderisce al gruppo misto, non iscritti; in data 13.01.2021 alla componente «Centro Democratico»; in data 27.05.2021 al gruppo Coraggio Italia; in data 23.06.2022 torna nel gruppo misto, non iscritti; in data 07.07.2022 aderisce alla componente «Coraggio Italia».
2. ↑  In data 29.08.2019 aderisce al gruppo Fratelli d'Italia.